# Am Weidedamm

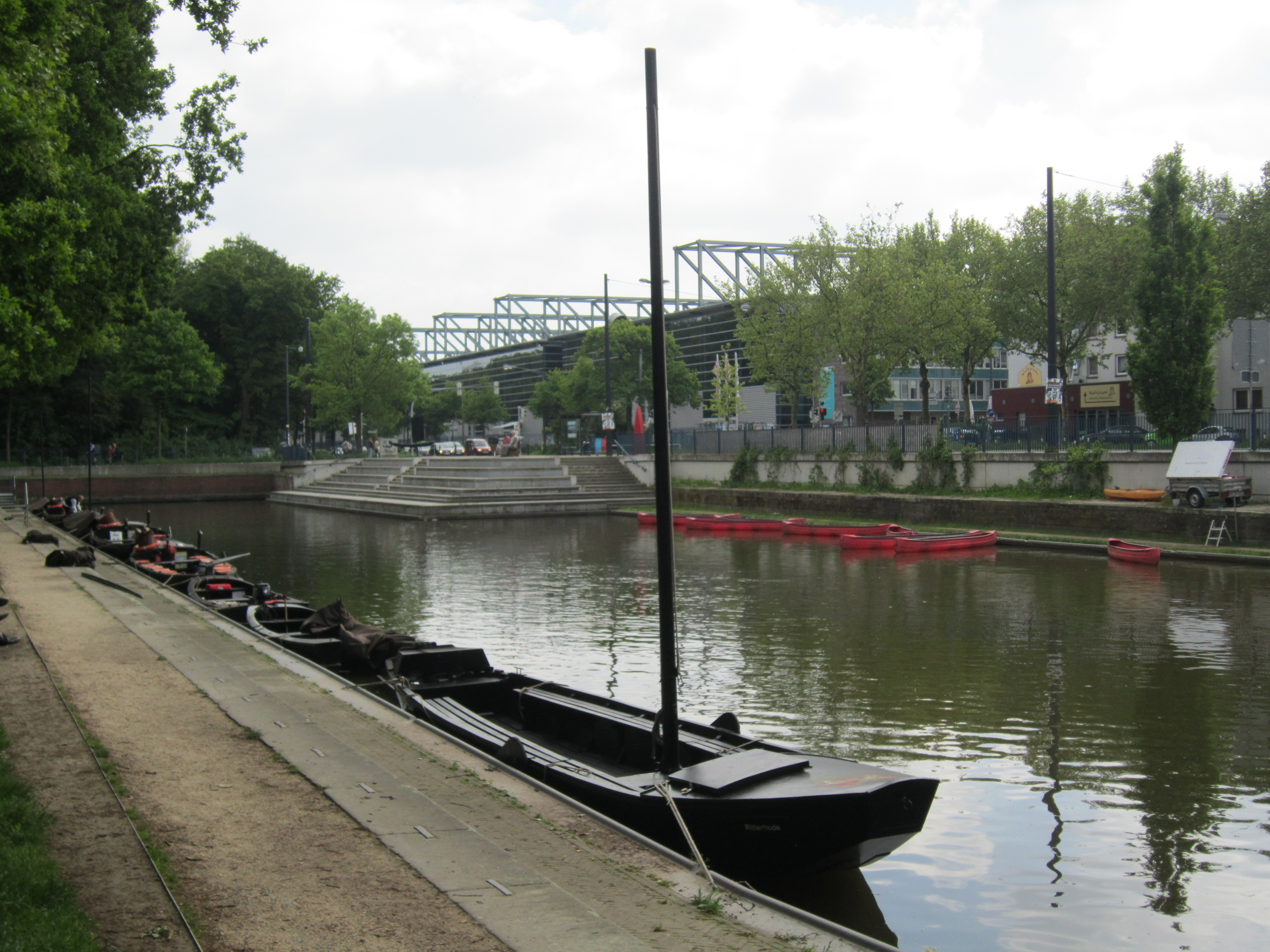
Torfhafen in Findorff

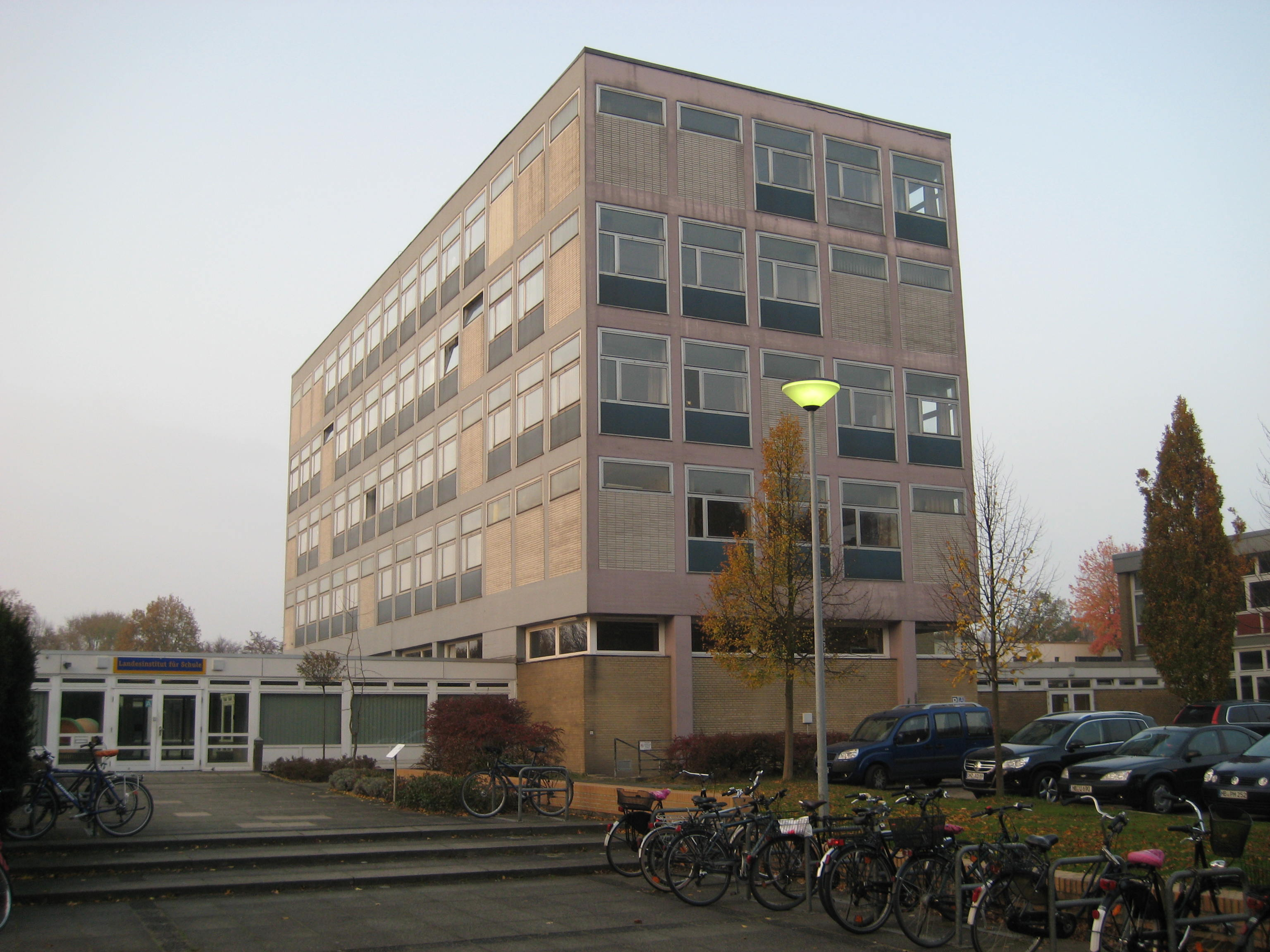
Nr. 20: Fachschule bzw. Sozialakademie

Die Straße Am Weidedamm ist eine wichtige Erschließungsstraße in Bremen-Findorff, Ortsteil Weidedamm. Sie führt überwiegend in Südwest-Nordost-Richtung von der Neukirchstraße am Torfhafen neben dem (Neuen) Torfkanal bis fast zu der Bahnstrecke Bremen – Hamburg und zu den Kanu und Bootshäfen.
Die Querstraßen und Anschlussstraßen wurden benannt u. a. 1907 nach Städten in Sachsen und Hessen sowie als Neukirchstraße 1874 von Armin Bernhard Neukirch von der Venlo-Hamburger-Eisenbahngesellschaft gebaut, Chemnitzer Straße, Torgauer Straße, Leipziger Straße, unbenannter Weg, Bernburger Weg 1991 nach der Stadt an der Saale, Merseburger Straße, zwei Brücken zur Findorffallee, Kasseler Straße, unbenannter Weg, Utbremer Ring nach Utbremen führendt, Heinrich-Böll-Straße nach dem Literaturnobelpreisträger (1917–1985), Robert-Stolz-Weg nach dem österreichischen Komponisten (1880–1975), vier unbenannte Wege; ansonsten siehe beim Link zu den Straßen.

## Geschichte

### Name
Im Weidebrief des Erzbischofs Hartwig I. wurde 1159 die Fläche des heutigen Findorffs einschließlich Bürgerpark und Stadtwald als gemeine (Allmende) Weidefläche erwähnt. Sie war für alle Bürger nutzbar. Die Straße Am Weidedamm wurde 1914 benannt nach der Weide und nach dem Damm, der den Torfkanal begleitete und der dann zur Straße wurde.

### Entwicklung
Der westliche Teil, später abgetrennt durch den Weidedamm, wurde im Mittelalter durch ein dichtes Netz von Entwässerungsgräben drainiert und als Bürgerweide Kämpe für Acker- und Gartenflächen genutzt.
Die Plantage wurde von einem Bremer Kaufmann 1750 im Süden der Bürgerweide Kämpe als prunkvoller Sommersitz angelegt und 1802 zum Ausflugsort ausgebaut.
Von 1817 bis 1826 erfolgte der Bau des Torfkanals in Findorff und des Torfhafens nahe der Plantage. Über den Kanal kam der als Heizmaterial wichtige Torf per Torfkahn aus dem Teufelsmoor in den Findorffer Torfhafen. Ein neues Hafenbecken (Theodor-Heuss-Allee) wurde 1847 gebaut. Der Torfhafen – das Torfbassin – wurde 1873 zwischen Eickedorfer-/Neukirchstraße verlegt.
Ab 1907 erfolgte eine erste Bebauung am Weidedamm. 1995 erfolgte nach Räumung des Parzellengebiets die Bebauung im nordöstlichen Gebiet Weidedamm III mit unterschiedlichen Haustypen. 2001 wurde in dem Gebiet auch die Grundschule Am Weidedamm eingeweiht.
1999 hatte der Ortsteil Weidedamm 11.268 Einwohner.

### Verkehr
Auf dem Damm zum Torfkanal wurde im 19. und 20. Jahrhundert eine Straße gebaut.
Im Nahverkehr in Bremen tangieren die Buslinien 26 (Überseestadt ↔ Huckelriede) und 27 (Weidedamm-Nord ↔ Hauptbahnhof ↔ Huckelriede) nahe der Straße an der Haltestelle Findorffallee auf den Straßen Eickedorfer Straße/Hollerallee. Die Buslinie 25 (Weidedamm-Süd ↔ Osterholz) hat eine Endhaltestelle Weidedamm-Süd am Utbremer Ring.

## Gebäude und Anlagen
Die Straße ist fast nur an der nordwestlichen Seite bebaut. Es stehen überwiegend ein- bis viergeschossige Wohnhäuser. Größere Kriegszerstörungen sind nicht zu verzeichnen.
Erwähnenswerte Gebäude und Anlagen
- Historischer Torfhafen
- Nr. 2: 2-gesch. Wohnhaus von um 1907 mit rundem Erker
- Nr. 4 bis 7: Vier 2-gesch. giebelständige Wohnhäuser von um 1907
- Nr. 8/9: Zwei 2-gesch. Wohnhäuser von um 1907 mit seitlichen Giebelrisalit
- Nr. 9 bis 19: 2-gesch. Wohnhäuser von um 1907 und später im Stil Bremer Häuser

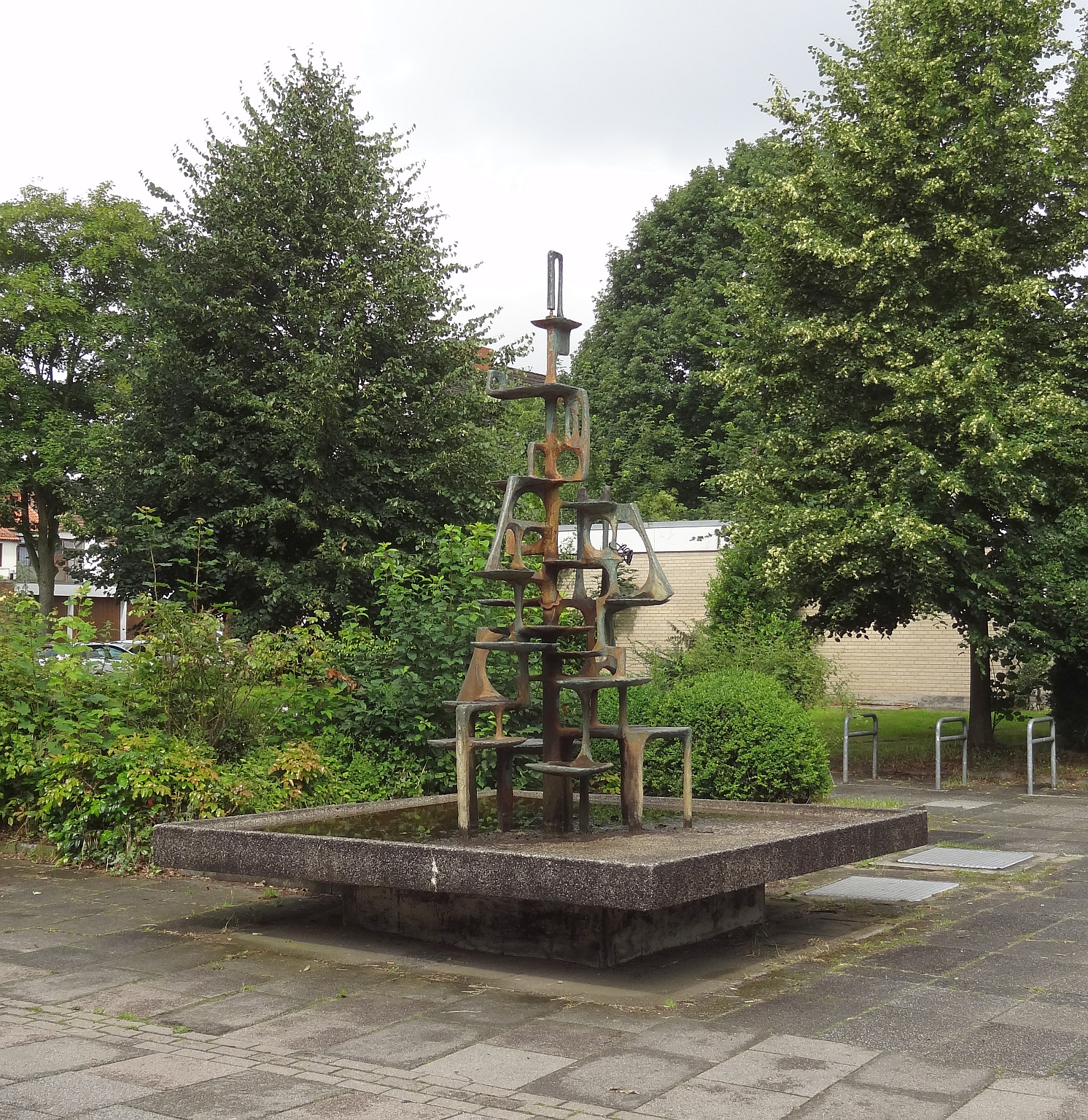
Brunnen am Weidedamm

- Nr. 20: 1- bis 5-gesch. Schulgebäude von 1963 und 1966, gebaut für die Fachschule für Sozialberufe bzw. um 1966 Sozialakademie bzw. dann Hochschule für Sozialpädagogik und Sozialökonomie (HfSS) nach Plänen von Oberbaurat Ludwig Almstadt vom Hochbauamt Bremen;
  - heute Sitz des Landesinstituts für Schule (LIS)
  - Seit 2011 die 2-gesch. neue Schule Am Weidedamm als zweizügige Grundschule mit rund 200 Schülern
  - Busbibliothek Weidedamm bei der Grundschule
  - Brunnen am Weidedamm von 1966 von der Künstlerin Alice Peters-Jonescu
- Nr. 30 bis 44: 1-gesch. neuere verklinkerte Reihenwohnhäuser von nach 1970 von 1966
- Nr. 43: 5-gesch. Mietwohnhaus
- Kasseler Str. Nr. 37: 5-gesch. Wohnanlage Weidedamm mit 165 Plätzen vom Studierendenwerk Bremen
- Kasseler Str. Nr. 39 bis 49: 5-gesch. Komplex des Mietwohnungsbaus von nach 1970 mit Flachdächern, der nach 2010 modernisiert und aufgestockt wurde
- Kasseler Str. Nr. 62 bis 80: 4-gesch. Komplex des Mietwohnungsbaus mit Satteldächern
- Heinrich-Böll-Straße Nr. 1 bis 115 und Robert-Stolz-Weg Nr. 3 bis 26: 1- bis 3-gesch. Wohnhäuser im Gebiet Weidedamm III von nach 1995
- Nr. 141 bis 163: 1-gesch. Häusergruppe, die auf der Seite das Torkanals steht mit Anleger und Bootsschuppen
- Nelly-Sachs-Straße:Um 25 1-gesch. Einfamilienhäuser
- Breiter Weidedammfleet
- Annette-Kolb-Straße: 4-gesch. Komplex von Wohnhäusern
- Danach der Rest eines Kleingartengebietes
- Andere Seite vom Torfkanal: Anleger mit Hafen und Bootsschuppen
- Nr. 209: Kanuverleih Bremen Krokodil mit Anlegerhafen und Bootsschuppen
- Dahinter und nicht sichtbar: Bahnstrecke Bremen – Hamburg